# El Ofre
El pico de El Ofre (en mallorquín puig de L'Ofre) es una montaña española situada en la Sierra de Tramontana, en el extremo sur del municipio de Escorca y en las cercanías de Sóller, Mallorca, cuya altitud es de 1093 metros. Forma parte de las diez montañas más altas del archipiélago balear.

## Descripción
Es una cima de transición entre la finalización de la Sierra de Son Torrella y el inicio de la Sierra de Alfabia. Forma parte de la trilogía de picos superiores a los 1000 metros que custodian el embalse de Cúber, situado a sus pies, junto a Sa Rateta y na Franquesa. Junto a els Cornadors, es la cima con la que se puede culminar una excursión al Barranco de Biniaraix.
El Ofre presenta unas características peculiares que la diferencian de las montañas de su entorno. Entre ellas, cabe citar que se trata de uno de los escasos picos de Baleares que conserva intacta su vegetación, la cual es muy frondosa incluso por encima de la cota de los mil metros de altura. Destaca además por su forma casi perfecta de pirámide, que le da un aspecto casi volcánico. 
Las rocas superficiales que la forman son más antiguas que las rocas que hay en su interior, cuando la lógica dice que debería ser al contrario. La respuesta está en las enormes fuerzas geológicas que crearon la Sierra de Tramontana en el Cuaternario. El Ofre se hizo conocido por ser centro de atención de avistamiento de ovnis durante el ufológico caso Manises, en 1979. En aquellos años llegó a considerarse el embalse de Cúber, muy cercano al Ofre, como nido de ovnis.[cita requerida]
En su cima se encuentra una cruz de hierro, desde la cual se ofrecen vistas del conjunto de la Sierra de Tramontana.